# Zabergäu-Gymnasium Brackenheim

Altes Logo des Zabergäu-Gymnasiums Brackenheim

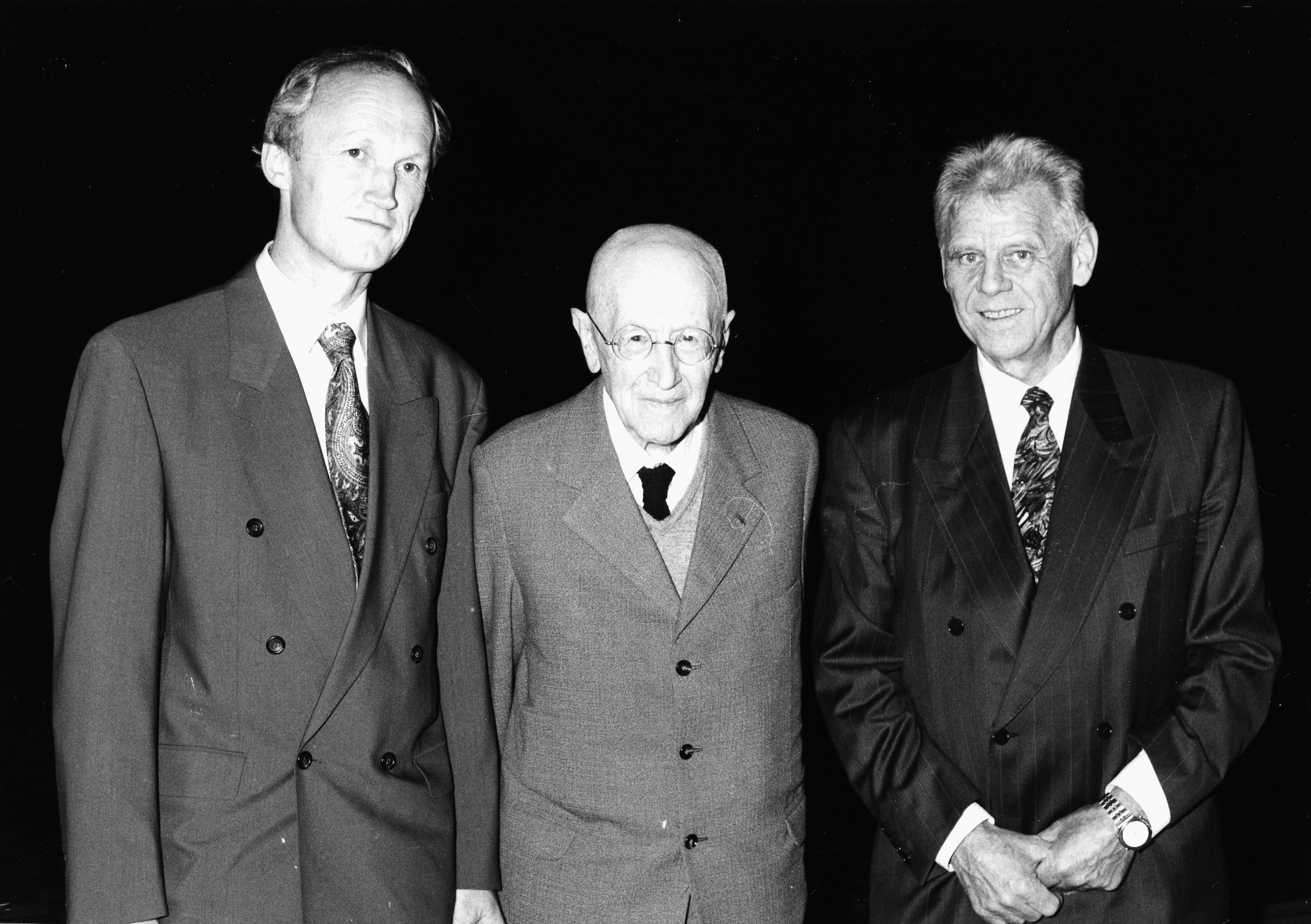
Drei Schulleitergenerationen: von links: Herr Frey, Herr Aßfahl, Herr Oberhauser

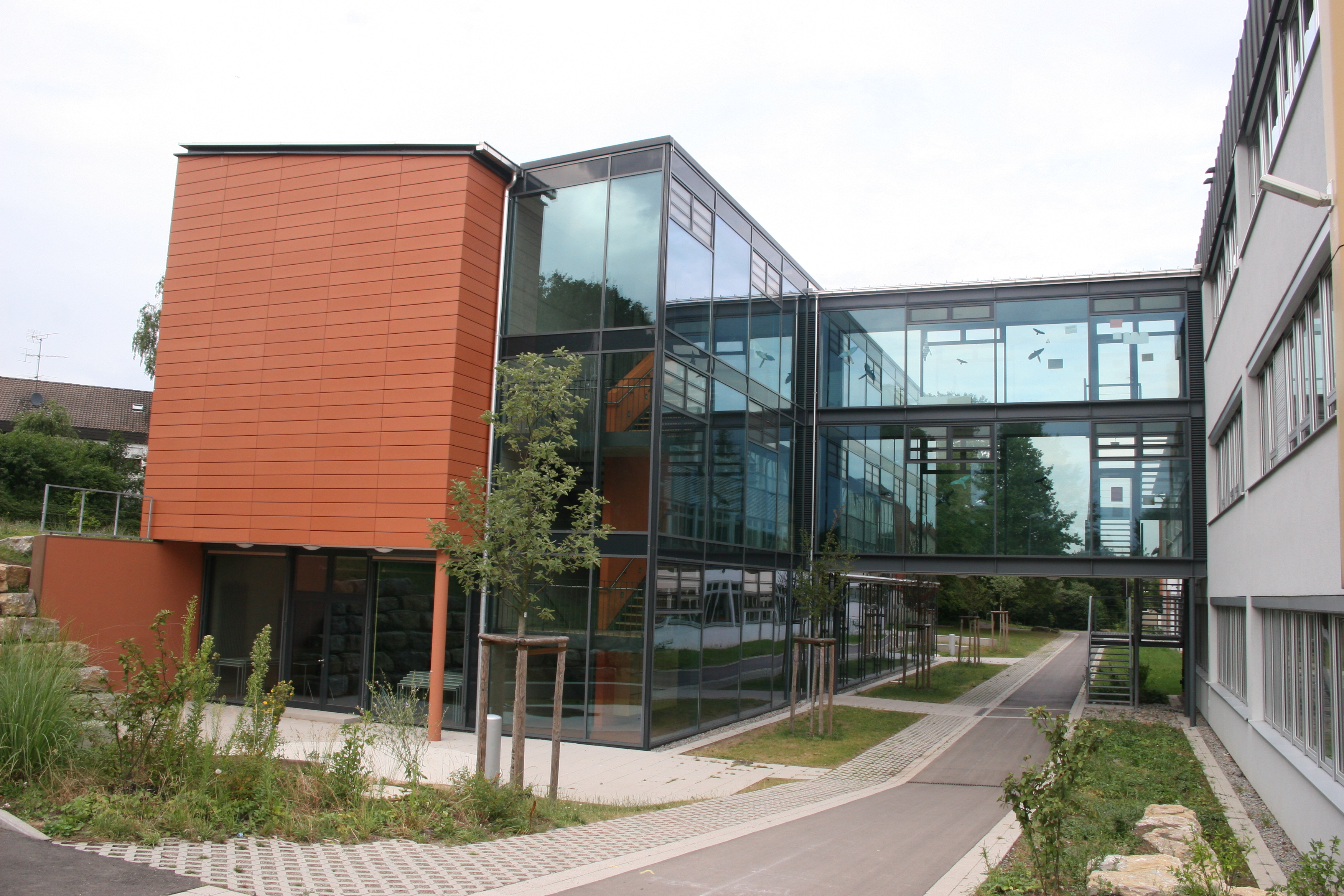
Neubau des ZAGY

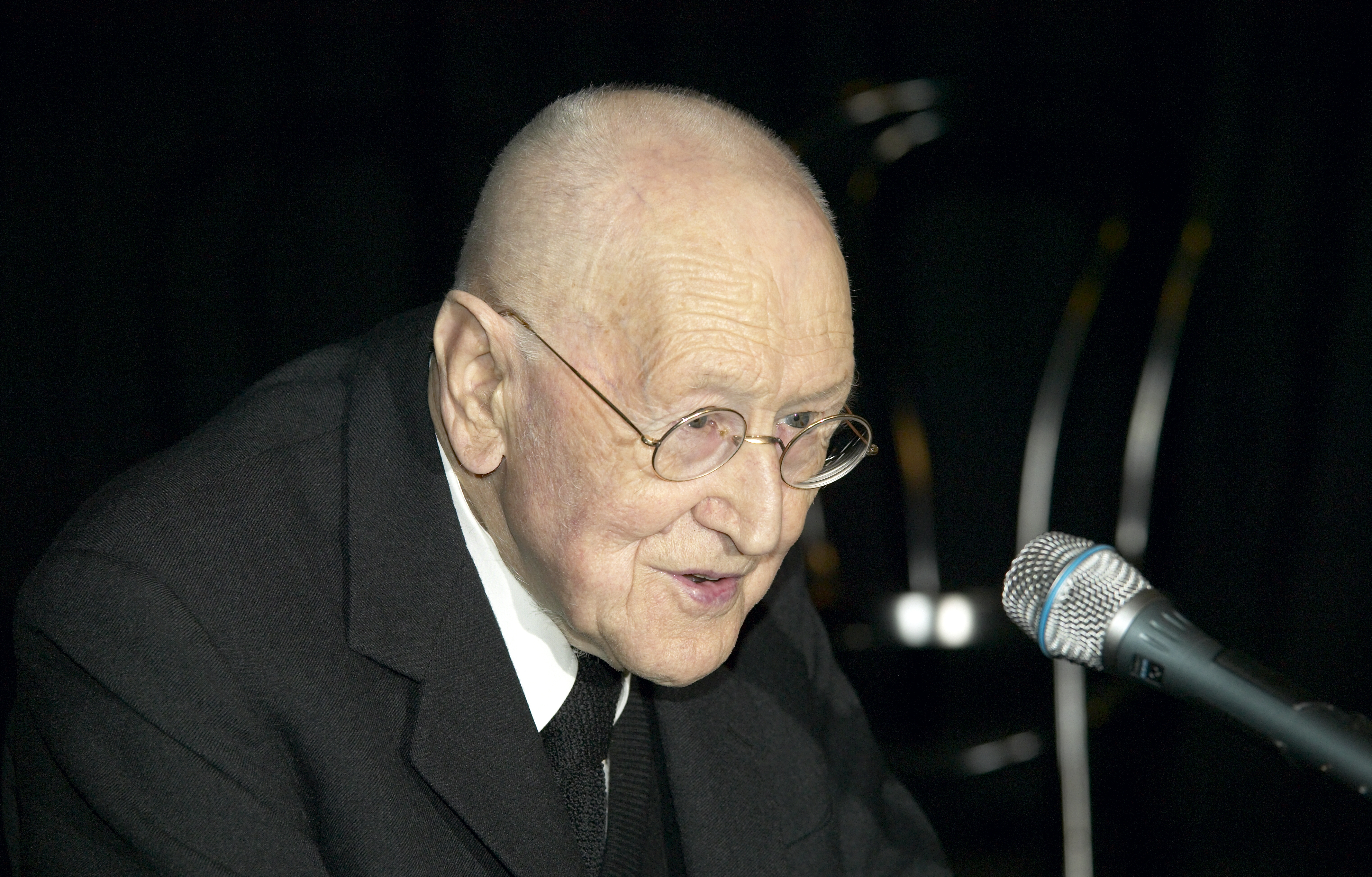
Gerhard Aßfahl (2004)

Das Zabergäu-Gymnasium Brackenheim (ZAGY) ist ein allgemeinbildendes Gymnasium in Brackenheim, das von ungefähr 600 Schülern aus dem gesamten Zabergäu besucht wird und auf eine Tradition bis in das 15. Jahrhundert zurückblicken kann. Das ZGB ist Teil des Schulzentrum Brackenheims, zu dem ebenfalls die Theodor-Heuss-Schule (Grund- und Werkrealschule) sowie die Henry-Miller Schule (Förderschule) gehören.
Das Fremdsprachenangebot des ZAGY umfasst Englisch ab der 5. Klasse, Französisch oder Latein ab der 6. Klasse und im sprachlichen Profil Spanisch ab der 8. Klasse. Im naturwissenschaftlichen Profil bildet das Fach Naturwissenschaft und Technik (NwT) den Schwerpunkt.

## Geschichte
Die erste Erwähnung einer Stadtschreiberschule in Brackenheim datiert auf das Jahr 1460. 1503 wurde das Stadtschreiberamt von der Lateinschule getrennt und ein Wendel Bender als erster Schulmeister in Brackenheim genannt. Neben Lateinklassen mit besonderen kirchlichen Verpflichtungen bestanden auch deutsche Klassen, in denen nur auf Deutsch unterrichtet wurde. Seit der Kirchenordnung durch Herzog Christoph von Württemberg im Jahr 1559 hatte der Landesherr die Oberaufsicht über die Schule, die Stadt behielt das Nominationsrecht für den Schulmeister, der vom Landesherrn bestätigt werden musste. Nach 1560 wurde neben dem Schulmeister erstmals ein Hilfslehrer erwähnt. Um 1600 erfolgte ein Schulneubau, der nach Bauverzögerung durch Pestjahre 1609 fertiggestellt werden konnte und noch heute als Alte Schule in Brackenheim besteht.
Unter Magister Johann Jakob Rappolt, der dieses Amt von 1747 bis 1791 ausübte, erfolgte die Trennung der Lateinschule von den künftig als Volksschule bezeichneten deutschen Klassen, die später auch eigene Räume bezogen. Die große Schulreform von 1793 änderte die Ausrichtung der Lateinschule von Textinterpretation hin zu Realien (Rechnen, Erdkunde, Vaterlandskunde). 1834 erfolgte die Einrichtung einer eigenen Realschule, die zwar mangels Schülern 1851 wieder geschlossen wurde, aber dennoch in den ersten Jahren ihres kurzen Bestehens so viel Zulauf erhielt, dass die Zahl der Lateinschüler vorübergehend auf unter zehn sank (1842: nur drei Schüler).
In der zweiten Hälfte des 19. Jahrhunderts wurde die Lateinschule zu einer Oberschule (Realgymnasium nach Stuttgarter Modell) umgestaltet mit Latein als erster, Französisch als zweiter und Griechisch als fakultativer dritter Fremdsprache sowie mit den Fächern Deutsch, Geschichte, Algebra, Geografie, Rechnen, Grammatik, Zeichnen und Singen. 1863 wurde der Turnunterricht in den Sommermonaten an der Schule eingeführt. 1871 waren auch sechs Schülerinnen an der Schule verzeichnet, obwohl Mädchen formell erst ab 1900 an Realgymnasien zugelassen waren. 1877 erfolgte der Bau einer Turnhalle, so dass der Sportunterricht künftig ganzjährig abgehalten werden konnte.
In den Jahren nach 1900 wurde die Brackenheimer Lateinschule mehrfach in Frage gestellt. Vor dem Ersten Weltkrieg wurde die Umwandlung der Lateinschule in eine Realschule diskutiert, in den 1920er Jahren war die fachliche Qualifikation der Lehrer in der Kritik einer Kontrollkommission, 1930 wurde abermals die Schließung der Lateinschule angeregt, was der Gemeinderat im Jahr 1936 jedoch nachdrücklich ablehnte.
Die einheitlichen Lehrpläne der Nationalsozialisten ab 1937 änderten die sprachliche Ausrichtung der Schule; künftig war Englisch erste und Latein zweite Fremdsprache. Der Name der Schule war ab damals „Oberschule für Jungen“, wobei es sich um eine so genannte Nichtvollanstalt handelte, die auch von Mädchen besucht werden konnte. In den letzten Kriegsjahren 1944/1945 stieg die Schülerzahl durch viele Flüchtlingsfamilien aus den umliegenden Großstädten stark an.
Nach Kriegsende wurde das Gebäude der Oberschule sogleich zum Verpflegungsamt der französischen Besatzungstruppen, wodurch die Bibliothek der Anstalt (im Gegensatz zu der der Volksschule) vor Plünderungen gesichert wurde. Ab 15. Oktober 1945 wurde der Schulbetrieb mit fünf Klassenstufen (5. bis 9. Schuljahr) wieder aufgenommen. Um 1950 drohte abermals die Schließung der Schule, da sie nicht wie andere Oberschulen sechsklassig ausgebaut war.
1953/1954 wurde ein gemeinsames Gebäude für Volks- und Oberschule errichtet. 1955 bis 1958 wurde die Oberschule vorläufig, 1963 endgültig um eine sechste Klassenstufe (10. Schuljahr) zum Progymnasium erweitert. 1964 bis 1966 erfolgte der Neubau eines eigenen Gebäudes für das Progymnasium am Hirnerweg. 1968 besuchten 168 Schüler die Anstalt.
Am 19. März 1971 erteilte das baden-württembergische Kultusministerium die Genehmigung zum Ausbau eines Vollgymnasiums. 1974/1975 wurde ein 11. Schuljahr eingeführt und in den Folgejahren das 12. und 13., so dass 1977 die ersten Schüler ihr Abitur an der nun Zabergäu-Gymnasium benannten Schule absolvieren konnten. 1978 und 1983 erfolgten Erweiterungsbauten.
Die Schule wurde 2006 von rund 950 Schülern aus dem Zabergäu besucht. Zum Schuljahresbeginn des Schuljahres 2006/2007 wurde ein zusätzlicher Anbau des ZGBs eingeweiht. Er enthält neue PC-Räume, neue Klassenzimmer sowie einen Ganztagesbereich. Dieser Ganztagesbereich wird von einer Mensa im Nachbargebäude ergänzt.
Langjähriger Schulleiter von 1939 bis 1968 war Gerhard Aßfahl (1904–2007), bekannter Heimatforscher und auch Leiter des Brackenheimer Stadtarchivs, der aus Anlass der Verleihung der Ehrenbürgerwürde in allen fünf Zabergäugemeinden im Jahr 1989 den von der Schule vergebenen Dr.-Gerhard-Aßfahl-Preis für außerunterrichtliches schulisches Engagement stiftete.

## Liste aller Schulleiter
Verzeichnis aller Präzeptoren der Lateinschule beziehungsweise Leiter vom Gymnasium:
| Amtszeit  | Name                                                 | Amtszeit  | Name                                              |
| 1460      | Johannes Pfau                                        |           | M. Hermann Friedrich Hopf                         |
| 1501/02   | Wendel Bender                                        |           | M. Jeremias Friedrich Reuß                        |
| 1529      | Hans Doderer                                         | 1802–1805 | M. Gottfried Ludwig Zenneck                       |
| nach 1530 | Johann Schmidlin                                     | 1805–1811 | M. Wilhelm Ludwig Christmann                      |
| 1542–1550 | Johann Wacker                                        | 1811–1819 | M. Wilhelm Friedrich Mögling                      |
| 1550–1552 | Martin Rauber                                        | 1819–1831 | M. Friedrich Heinrich Knauß                       |
| 1559–1577 | M. (=Magister/Lehrer) Georg Märklin                  | 1831v1836 | Gustav Friedrich Sigel                            |
| 1511–1587 | Michael Sattler                                      | 1837–1842 | Johann Georg Leibfahrt                            |
| 1587–1594 | M. Johann Jakob Stehlin (Stählin)                    | 1842–1852 | Eduard Christoph Fürchtegott Adam                 |
| 1594–1602 | M. Berthold Höck                                     | 1852–1860 | Karl Gottlieb Keller                              |
| 1602–1607 | M. David Weltz                                       | 1860–1868 | Paul Speidel                                      |
| 1608–1620 | M. Johann Schreitmüller                              | 1869–1872 | Hermann Ehemann                                   |
| 1621–1622 | M. Christoph Lutz                                    | 1872      | Hermann Nast (wohl nur Amtsverweser)              |
| 1622–1626 | Johann Conrad Weltz                                  | 1873–1875 | Adolf Seeger                                      |
| 1626–1635 | Johann Bloß                                          | 1876–1881 | Otto Christian Mayer                              |
| 1635–1636 | Hans Thomas Kästner (vertretungsweise)               | 1881–1885 | Heinrich Krockenberger                            |
| 1636–1637 | Georg Friedrich Krämer                               | 1885–1887 | Friedrich Raunecker                               |
| 1637–1648 | Johann Schweickhardt (Schweickart)                   | 1887–1891 | Robert Naser                                      |
| 1648–1660 | Brechtold Krafft                                     | 1892      | Karl Breinig (Amtsverweser)                       |
| 1660–1662 | Johann Gabriel Werner                                | 1892–1897 | Hermann Zimmer                                    |
| 1662–1663 | M. Gottfried Lang                                    | 1898–1906 | Karl Bihl                                         |
| 1663–1670 | Georg Petr. Stephani                                 | 1906–1911 | Adolf Weber                                       |
| 1670–1679 | M. Johann Michael Schnell                            | 1911–1916 | Erwin Herrmann                                    |
| 1679–1684 | M. Eberhard Friedrich Jenisch                        | 1916–1918 | Franz Betz und Alfons Schneiderhan (Amtsverweser) |
| 1684–1690 | M. Johann Ulrich Fesenbeck                           | 1918–1921 | Paul Würthle                                      |
| 1690–1693 | M. Johann Jakob Widmann                              | 1921–1927 | Hermann Mößner                                    |
| 1693–1709 | Johann Jakob Ostermaier                              | 1927–1931 | Isidor Alber                                      |
| 1709–1717 | M. David Böhm (Behm)                                 | 1931–1939 | Walter Riethmüller                                |
| 1718–1725 | M. Johann Jakob Hammer (1717/18 als Vikar)           | 1939–1968 | Gerhard Aßfahl                                    |
| 1725–1737 | M. Johann Adam Zimmermann                            | 1968–1993 | Rainer Oberhauser                                 |
| 1737–1747 | M. Johann Gottfried Körner                           | 1993–2012 | Wolfgang Frey                                     |
| 1747–1791 | M. Johann Jakob Rappolt                              | 2013–2018 | Wolfgang Dietrich                                 |
| 1791–1800 | M. Johann Friedrich Breitschwerdt (vertretungsweise) | seit 2018 | Michael Kugel                                     |